# Saint-Brès (Hérault)
Saint-Brès (en occitano, Sant Breç) es una comuna francesa situada en el departamento de Hérault, en la región de Occitania.

## Demografía
| 438 | 573 | 1094 | 1515 | 1958 | 3209 |
| Para los censos de 1962 a 1999 la población legal corresponde a la población sin duplicidades (Fuente: INSEE [Consultar]) |     |      |      |      |      |